# Agrypon rubricatum
Agrypon rubricatum är en stekelart som beskrevs av Förster 1860. Agrypon rubricatum ingår i släktet Agrypon och familjen brokparasitsteklar. Inga underarter finns listade i Catalogue of Life.